# 히키모토정
히키모토정(引本町)은 일본 미에현 기타무로군에 설치되었던 정이다. 현재의 기호쿠정의 남동단에 해당한다.